# Матич, Драгутин
Драгутин Матич (серб. Драгутин Матић), известный под прозвищем Око сокола (серб. Око соколово; 10 января 1888, Калетинац — 1 января 1970, там же) — сербский разведчик Первой мировой войны, прославившийся благодаря фотографии, сделанной русским фотографом Самсоном Черновым). Служил в сербской армии с 1910 по 1919 год.

## Биография

### Детство и юность
Родился 10 января 1888 года в местечке Калетинац у подножья горы Сува. Семья родом из Косово, откуда бежала от турецко-албанского гнёта. Рано потерял родителей (в семье остались старший брат и сестра). О Драгутине заботился старший брат Джордже (Джора), поэтому Драгутина называли в деревне Драгутин Джорин. Семья занималась разведением лошадей и Драгутин быстро освоил верховую езду. В школу он не ходил, а в 1910 году вступил в сербскую армию. Иногда отправлялся подрабатывать на стройках.

### Служба в армии

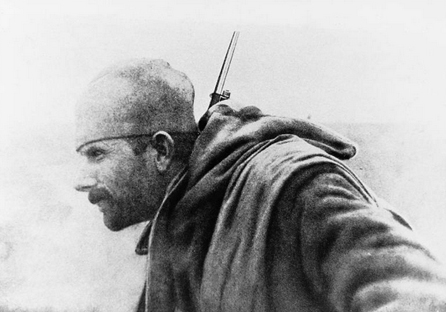
Отредактированная часть фотографии с Матичем

Матич проживал в белградской казарме около Сеняка. Неоднократно общался с князем Георгием Карагеоргиевичем, которого называл «безумно храбрым» (серб. шашаво храбар). В начале Первой Балканской войны Матич отправился добровольцем на фронт. Как и в Первой, так и во Второй Балканских войнах Драгутин зарекомендовал себя отличным солдатом. В Первой мировой войне он участвовал в битвах при Цере и Колубаре, сражался на Салоникском фронте и освобождал Сербию. Выполняя разведывательные задания, Матич иногда совершал настоящие подвиги: так, однажды он несколько километров нёс на руках раненого сослуживца Любу Миленковича. Миленкович просил оставить его, но Матич донёс его и тем спас от гибели. Миленкович продолжил лечение в Нише и впоследствии подружился с Матичем. Один раз Драгутин был ранен в Груниште (Южная Македония).

### После войны
В 1919 году Матич вернулся домой в канун Рождества. Он занимался земледелием, а иногда работал гончаром, изготавливая кирпичи и керамическую посуду. Некоторое время он был садовником у своих родственников в Белграде. Пользуясь большим уважением среди земляков, Драгутин был избран в городской совет. В 1930-е годы он построил водопровод в Калетинце, который работает и в настоящее время. В годы Второй мировой войны Круна, супруга Драгутина, спрятала все его награды и документы в сундук, который закопала в песок у реки. Сделала она это из-за страха перед болгарами (Сербия воевала против Болгарии в Первую мировую войну), которые могли отомстить всей семье Драгутина.
В 1965 году Драгутин случайно нашёл фотографию, на которой был запечатлён он сам: автором фотографии стал русский военный фотограф Самсон Чернов, делавший фотоснимки ещё в годы русско-японской войны. В том году вышла виниловая пластинка «Марш на Дрину»: на футляре для пластинки были изображены сербские солдаты, а на переднем плане находился сам Драгутин, спешащий к своему отряду с флагом за спиной. Костадинка Матич из Ниша, которая знала Драгутина, купила пластинку и отправила её по почте Драгутину. И именно на футляре Драгутин узнал себя: установить личность человека на фотографии Чернова не могли почти 50 лет.
В конце декабря 1969 года Драгутин тяжело заболел. Из военного гарнизона в Нише на гору Суву прибыл военный вертолёт, однако было уже слишком поздно: военный врач заявил, что Матича не успеют доставить в больницу. 1 января 1970 Драгутин Матич скончался.

### Семья
Драгутин был женат на Круне Ранджелович из Сопотницы. В 1910 году у них уже было четверо детей — дочь Кристина, сын Ранджел и ещё две дочери. Ещё один его сын, Благое (родился в 1920 году), написал о своём отце книгу «Мой отец, Око Сокола» (серб. Moj otac Oko Sokolovo).